# 四蕊槭
四蕊槭（学名：Acer tetramerum）为槭树科槭属下的一个种。

## 扩展阅读
- 維基物種上的相關：四蕊槭